# DJ Maréchal
DJ Maréchal de son vrai nom Impy Manianga et anciennement connu sous le nom de Chirac est un chanteur d'origine congolaise spécialisé dans le Coupé-décalé. Révélation de l'année 2006 à Tempo sur La Première avec Dj Phéno, Ronaldo R9 et Jeff Bocolobongo, il est le créateur de la danse « Seka-seka », qui à fortement séduit les mélomanes ivoiriens et africains, souvent repris depuis sa création par les joueurs du Werder Breme lors de la célébration de leurs buts dont une des célébrations est reprisent lors du générique de la Ligue des Champions 2007-2008.

## Biographie

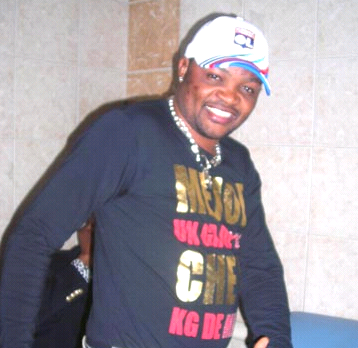
Mareshal à Lyon

Déjà présent dans le mouvement artistique au Congo-Kinshasa avec le groupe les Katerpillars il émigre a Abidjan où il devient l'attalakutiste et maître chorégraphe de la chanteuse congolaise Pierrete Adam's surnommé « Mama Z'allumettes » qui est chanteuse du CONGO Brazzaville.Ensuite il travaille auprès de Dj Arafat, Mulukuku Dj, Francky Dicaprio dans le célèbre maquis le Shangaï sur la Rue Princesse (Abidjan nord) en tant que Dj animateur. C'est en 2007 qu'il sort son album « Seka-seka » après avoir présenté son concept dans les maquis abidjanais, dont le clip du morceau principal était en tête d'appartition sur la chaîne RTI Music TV. Il reprend dans ce même album le concept du Kisanola qu'il renomme « Peigné-peigné » qui est un mouvement congolais. En 2023, il collabore avec l'artiste Isis Kingue sur le titre "Téléphone".

## Discographie

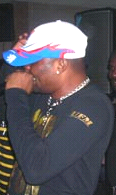
Mareshal Dj de profil

- 2007 : Seka-Seka
- 2009 : Bonjour-Bonsoir (single)